# Provincia Ngounié
Provincia Ngounié este una dintre cele 9 unități administrativ-teritoriale de gradul I ale statului Gabon.